# Língua bugan
Bugan, Bogan, Pakan, ou Bugeng (布甘语, 布干语, or 布赓语) é uma língua Austro-asiática. A existência da língua Bugan não era conhecida pelo resto do mundo até recentemente. Existem cerca de 3 mil falantes, principalmente em algumas aldeias no sul de Guangnan (广南) e no norte de Xichou (西畴), província de Yunnan, China. Bugan é uma linguagem analítica, e a ordem das palavras e as palavras auxiliares têm funções importantes na gramática.

## Distribuição

### Li Jinfang (1996)
De acordo com Li Jinfang (1996), a população de língua Bugan está distribuída em sete aldeias no sul de Guangnan (广南) e norte de Xichou (西畴), província de Yunnan,  China. Como a língua é altamente uniforme, não é dividida em nenhum dialeto.
- Laowalong 老挖龙 (popul. só Bugan); Língua Bugan: pə55 luŋ13
- Xinwalong 新挖龙 (popul. só Bugan); Língua Bugan: pə55 tsuŋ13
- Jiuping 九平 (popul. Bugan e Han Chinese population); Língua Bugan: pə55 tsiaŋ31
- Shibeipo 石北坡popul. só Bugan); Língua Bugan: pə55 ɕe13
- Xinzhai 新寨 (popul. Bugan e chinês Han); Língua Bugan: li̠31 laŋ13
- Malong 马龙 (popul. só Bugan); Língua Bugan: pə55 ɣu31
- Nala 那拉 (popul. Bugan e chinês Han)

### Li Yunbing (2005)
De acordo com uma pesquisa mais recente de Li Yunbing (2005), o povo Bugan, compreendendo um total de mais de 500 famílias e mais de 2.700 indivíduos, vive nos seguintes locais.
- Laowalong 老挖龙, Nasa Township 那洒镇;[3] Língua Bugan: pə31 loŋ55
- Xinwalong 新挖龙;[4] Língua Bugan: pə31 tɕoŋ55
- Xiaoping 小坪寨 ; Língua Bugan: pə31 tɕaŋ55
- Nala 那腊;[5] Língua Bugan: pə31 pʰja44
- Jiuping 九坪, Zhuanjiao Township 篆角乡 (Chongtian Township 冲天乡);[6] Língua Bugan: pə31 tɕa̠ŋ31
- Shibeipo 石碑坡;[7] Língua Bugan: pə55 ɕe24
- Manlong 曼龙;[8] Língua Bugan: pu31ɣu31

Li Yunbing também usa o termo Bùgēng (布赓) no lugar de Bùgān (布甘).

## Povo
Nome endônimo do povo é pə55 ka̠n33, enquanto os chineses han circundantes os chamam de Huazu (; literalmente "pessoas das flores") ou "Hualo" () devido às suas roupas coloridas. Outos autônimos são pu55 qe̠ŋ44 (em Manlong, Xichou) e pə55 qe̠ŋ44 (em Nala e Xinwalong), em Guangnan  Eles são uma minoria étnica não reconhecida e atualmente são classificados como povo Yi. Os Bugan são endogâmicos e, portanto, não costumam se casar com pessoas de outros grupos étnicos
O povo Bugan também realiza sua própria celebração do Dia de Ano Novo em abril do calendário lunar chinês, que é separado do Ano Novo Chinês Han.
Sobrenomes comuns do Bugan incluem Li 李, Wang 王, Guo 郭, Luo 罗, Yan 严, Lu 卢, Pu 普, and Yi.

## Fonologia
Bugan é uma linguagem SVO tonal. Ao contrário da língua Bolyu, Bugan distingue entre qualidades de voz tensa e relaxada. Nas publicações linguísticas atuais sobre Bugan, a voz tensa é indicada por vogais sublinhadas. Bugan tem um total de 49 onsets (incluindo vários encontros consonantais) e 67 rimas possíveis.

## Escrita
A língua usa uma forma do alfabeto latino sem as letras J, R, V, Y. Usam-se 15 símbolos (letras tradicionais, novas letras, letras com diacríticos) para vogais e 20 (letras tradicionais, novas letras, letras com diacríticos, grupos consonantais) para .<ref>escrita Bugan